# Adam Chanler-Berat
Adam Brian Chanler-Berat (* 31. Dezember 1986 in Clarkstown, New York) ist ein US-amerikanischer Schauspieler und Sänger.

## Karriere und Leben
Chanler-Berat wurde 1986 in Clarkstown im US-Bundesstaat New York als Sohn von Shelly Chanler und Bert Barat geboren. Er hat zwei ältere Brüder.
Er hatte sein Off-Broadway Debüt 2008 im Musical Next to Normal (ursprünglich als next to normal stilisiert), das später 2009 an den Broadway wechselte. Neben seiner Theaterarbeit trat Chanler-Berat in einer Reihe von Nebenrollen in Film und Fernsehen auf, beginnend mit einer Episode von Law and Order im Jahr 2006. Seine bekannteste Rolle ist die des Viggo in Der Lieferheld – Unverhofft kommt oft, einem Film von 2013 mit Vince Vaughn. Chanler-Berat ist in der Neuauflage von Gossip Girl auf HBO Max zu sehen.

## Werk

### Theater
- 2008–2011: Next to Normal
- 2011–2012: Rent
- 2011–2013: Peter and the Starcatcher
- 2014: The Fortress of Solitude
- 2014: Fly by Night
- 2015–2017: Amélie
- 2016: Sunday in the Park with George
- 2018: Saint Joan

### Filmografie
- 2006: Law and Order (Fernsehserie, 1 Episode)
- 2007: Das Leben vor meinen Augen (The Life Before Her Eyes, Kinofilm)
- 2013: Good Wife (Fernsehserie, 1 Episode)
- 2013: Der Lieferheld – Unverhofft kommt oft (Delivery Man, Kinofilm)
- 2013–2014: It Could Be Worse (Webserie, 15 Episoden)
- 2014: Veep – Die Vizepräsidentin (Veep, Fernsehserie, 1 Episode)
- 2015: Elementary (Fernsehserie, 1 Episode)
- 2017: Doubt (Fernsehserie, 1 Episode)
- 2019: The Code (Fernsehserie, 3 Episoden)
- 2019: Navy CIS: New Orleans (Fernsehserie, 1 Episode)
- 2019: Soundtrack (Fernsehserie, 1 Episode)
- 2021–2023: Gossip Girl (Fernsehserie)